# Церква Воздвиження Чесного Хреста Господнього (Плиска)

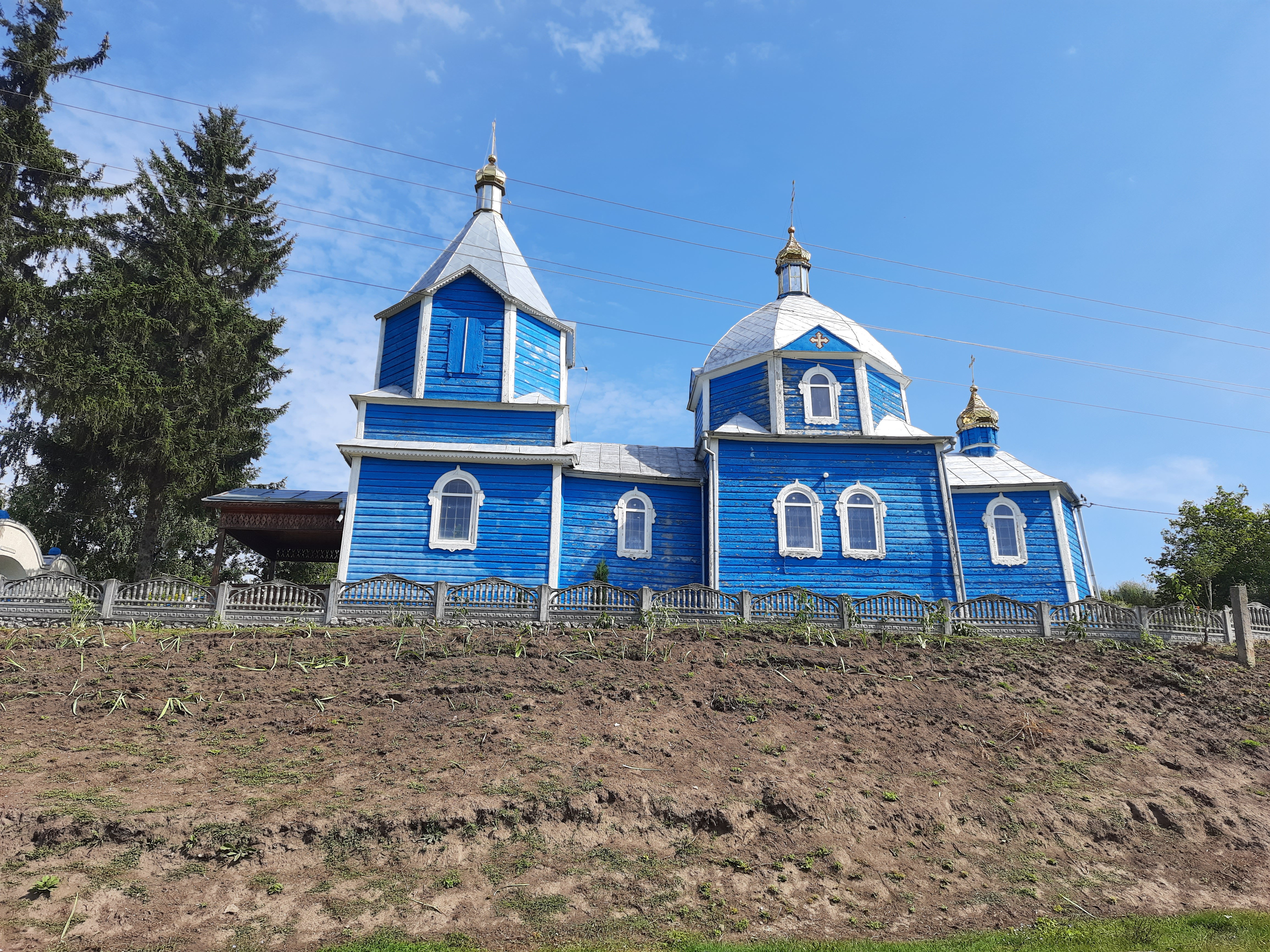
Церква Воздвиження Чесного Хреста Господнього

Церква Воздвиження Чесного Хреста Господнього в Плисці — парафія і храм Лановецького благочиння Тернопільської єпархії Православної церкви України в селі Плиска Кременецького району Тернопільської области.
Оголошена пам'яткою архітектури місцевого значення (охоронний номер 1645).

## Історія церкви
Дерев'яний храм був збудований у 1750 році.
Храм має форму корабля, що символізує Ноїв ковчег, який веде вірян крізь життєві випробування до Царства Небесного. Будівля увінчана трьома куполами, що є символом Святої Трійці.
Вівтар храму обернений на схід — у бік, де народився, жив і воскрес Ісус Христос. Храм названо на честь Воздвиження Чесного Хреста Господнього, ікона якого розташована над входом.
Дзвіниця з п'ятьма дзвонами була збудована у 1885 році.
З 1838 по 1859 рік плисецький храм був приписним до села Москалівка, а з 1859 року став самостійним.

## Парохи
- о. Константиній Білецький (1780—1785),
- о. Іаков Гадзяцькій (1785—1796),
- о. Йосиф Гапанович (1796—1802),
- о. Симеон Обухівський (1802—1838),
- о. Іаков Владімірскій,
- о. Миколай Новомлинський,
- о. Стратонік Владімірскій,
- о. Оксентій Гунько,
- о. Афанасій Минько,
- о. Іван Закидальський,
- о. Ярослав Вітрук (з ?).